# Лунн, Троэльс Фредерик
Троельс Фридрих Лунд (дат. Troels Frederik Troels-Lund ; 5 сентября 1840, Копенгаген — 12 февраля 1921, там же) — датский историк, этнолог, этнограф. Доктор философии (1866). Кандидат теологии. Член Датской королевской академии наук.

## Биография
Племянник натуралиста, ботаника, зоолога и палеонтолога Петера Вильгельма Лунда.
Образование получил в Копенгагенском университете.
В 1870—1875 работал в архивных учреждениях Дании. Позже был назначен историографом королевской семьи Дании и сотрудником комитета по присуждению рыцарского Ордена Данеброга.
Преподавал курс истории в военном училище в Копенгагене. В 1888 году был назначен ординарным профессором скандинавской истории XVI века.
В 1879 году выпускает книгу «История Дании и Норвегии в конце XVI века» (Danmark og Norges Historie i Slutningen af det sekstende Aarhundrede), содержащую много любопытных деталей культурной жизни скандинавских народов. Однако во время работы над ней количество собранных материалов настолько увеличилось, что первоначальный замысел перерос в 14-томный труд «Обыденная жизнь Скандинавии в XVI веке» (Dagligt Liv i Norden i det sekstende Aarhundrede, 1879—1901). Эта работа неоднократно переиздавалась, последний раз в 1968 году.
Оставил воспоминания о великом датском философе Сёрен Кьеркегоре.
Выдвигался на соискание Нобелевской премии по литературе за 1916 год.

## Избранные труды

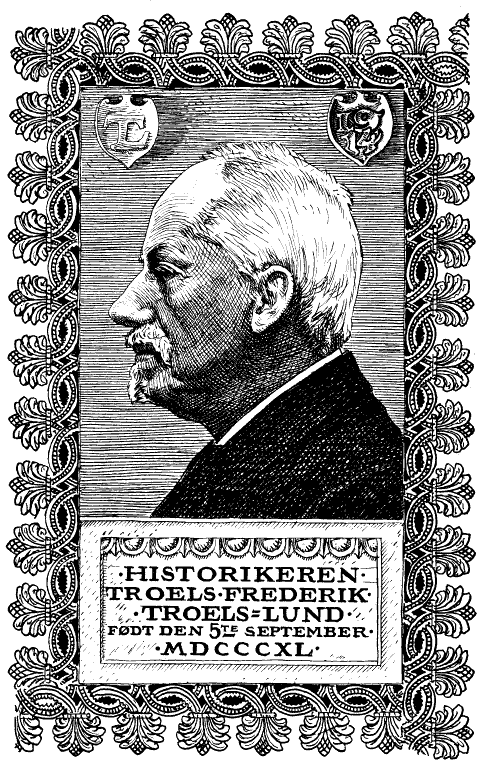
Троельс Фридрих Лунд

- «Paa Vandring», 1867 (под псевдонимом Poul Vedel)
- «Historiske Skitser — Efter utrykte Kilder», 1876
- «Mogens Heinesøn — Et tidsbillede fra det 16 Aarhundrede», 1877
- «Dagligt Liv i Norden i det sekstende Aarhundrede I—XIV», 1879—1901
- «Om Danmarks Forsvar», 1880
- «Preussens fald og Genoprejsning», 1883
- «Om Danmarks Neutralitet», 1886
- «Christian den Fjerdes Skib paa Skanderborg Sø I—II», 1893
- «Livsbelysning», 1899
- «Sundhedsbegreber i Norden i det 16de Aarhundrede», 1900
- «Peder Oxe», 1906
- «De tre Nordiske Brødrefolk», 1906
- «Nye Tanker i det 16de Aarhundrede», 1909
- «Historiske Fortællinger — Tider og Tanker I—IV», 1910—1912
- «Bakkehus og Solbjerg — Træk af et nyt Livssyns Udvikling i Norden I—III», 1920—1922
- «Et Liv — Barndom og Ungdom», 1924

## Издания на русском языке
- Трёльсъ-Лундъ. Небо и міровоззрѣніе въ круговоротѣ временъ. — Одесса: Матезисъ, 1912. — 248 с.

## Награды
- 1886 — Кавалер Ордена Данеброга
- 1894 — Почётный крест Ордена Данеброга
- 1902 — Командор Ордена Данеброга
- 1911 — Большой командорский крест Ордена Данеброга